# Cipolla (famiglia siciliana)
I Cipolla sono una famiglia siciliana di cui si hanno tracce fin dal XIII secolo. Un ramo della famiglia fece parte della piccola nobiltà isolana

## Storia
Come scrive Antonino Mango di Casalgerardo nel suo Nobiliario di Sicilia, di questa famiglia, che possedette la baronia di Sciara, troviamo un Giacomo (Cepulla) giudice di Messina nel 1254, 1256, 1257; un capitano Cesare pro conservatore di Termini nel 1688; un Pietro pro conservatore di Taormina nel 1722 e infine un Vincenzo Cipolla e Militello giurato di Nicosia 1798-99 . 
Altre fonti individuano un Don Filippo Cipolla e il figlio Don Giuseppe Cipolla Parrino (Termini Imerese 1739 - Palermo 1817) che nel 1782 fu Capitano di giustizia di Caltavuturo. Erede universale fedecommissario di Don Giuseppe Cipolla e Parrino il Figlio Don Giuseppe La Piana- 
Nel XVII secolo il ramo nobile della famiglia si imparentò con la più influente dinastia dei Notarbartolo attraverso il matrimonio di Eleonora Cipolla e Graffeo, sorella di Donna Francesca e Donna Giuseppa, con Pietro Notarbartolo (1644 circa). Eleonora portò infatti in dote la porzione del latifondo Brucato denominata appunto baronia di Sciara. Più tardi il figlio Filippo Notarbartolo Cipolla, raccogliendo l'eredità matrilinea, per decreto regio del re Carlo II di Spagna nel 1671, ottenne il titolo di principe di Sciara.